# 弧 (射影幾何学)
有限射影幾何学における弧（こ、英: arc) とは d 次元の有限射影空間上の、どのような d + 1 個の点も決して同一超平面（余次元 1、つまり d − 1 次元の部分空間）上にない点の集合である。
d + 1 をさらに小さくすることはできない。d 次元空間において、どのような d 個の点をとってきても、そのうちの d − 1 個の点が同一の d − 2 次元の部分空間に属さない限り、それらの d 個の点を通る d − 1 次元超平面が一意に定まる。

## 有限射影平面における弧
特に、有限射影平面における弧とは有限射影平面上の、どの3点も同一直線状にない点の集合である。そのような k 個の点の集合を特に k-弧という(Dembowski 1955, Section 3.2)。
k-弧に対して、そのうちのちょうど2点を通る直線を割線 (secant)、ちょうど1点を通る直線を接線 (tangent)、どの点も通らない直線を外線 (exterior line)という。
位数 n の有限射影平面において弧の点の個数は n + 2 以下である。というのは、弧の任意の1点 P をとると、P を通る n + 1 本の直線のそれぞれについて、弧に属する点は P の他にあっても1点しか存在しないからである。
位数 n の有限射影平面における k-弧の割線、接線、外線の数はそれぞれ {\textstyle {k \choose 2},k(n+2-k),{n \choose 2}+{n+2-k \choose 2}} 本である。
(n + 2)-弧が存在するとき n は偶数でなければならない。というのは (n + 2)-弧 C の任意の1点 P をとると、上と同様にして、P を通る n + 1 本の直線のそれぞれについて、C と交わる点が P 以外にちょうど1つずつ存在する。したがって C の1点を通る直線は C とちょうど2点で交わる。次に C に属さない点 Q を1つとる。Q を通る直線で C と交わるもの l1, l2, …, lm を考える。上記の理由から、各 li と C の交点はちょうど2つである。C 上の各点について、その点と Q を通る直線はただ1つ存在する。よって、n + 2 = 2m が成り立つので、n = 2m − 2 は偶数でなければならない。
位数 n の有限射影平面において (n + 1)-弧をオーバル、 (n + 2)-弧をハイパーオーバルという。オーバルの各点はちょうど1つの接線をもつ。n が偶数のとき、これらの接線は1点で交わり、その1点を加えればハイパーオーバルを構成できる。
位数 n（n は素数の冪とする）の有限体上の射影平面上の2次曲線はオーバルとなる。さらに、奇数位数の有限体上の射影平面上のオーバルはそのようなものに限る（セグレの定理、(Segre 1955)）。